# Aswan
Aswan (tiếng Ả Rập Ai Cập: أسوان Aswān IPA: [ʔɑsˈwɑːn]; tiếng Ai Cập: Swentet ; tiếng Copt: ⲥⲟⲩⲁⲛ Swān , tiếng Hy Lạp cổ: Συήνη Syenet ), cách viết cũ Assuan là thành phố tỉnh lỵ tỉnh cùng tên ở Ai Cập. Aswan là một thành phố ở phía nam của Ai Cập, cư ly 680 km (425 dặm) về phía nam Cairo, ngay dưới đập nước Aswan và hồ Nasser, với dân số 275.000 người.